# Jangka Keutapang
Jangka Keutapang is een bestuurslaag in het regentschap Bireuen van de provincie Atjeh, Indonesië. Jangka Keutapang telt 830 inwoners (volkstelling 2010).